# 2063 Bacchus
2063 Bacchus è un asteroide near-Earth. Scoperto nel 1977, presenta un'orbita caratterizzata da un semiasse maggiore pari a 1,07818035 UA e da un'eccentricità di 0,34951251, inclinata di 9,43160° rispetto all'eclittica.
Il nome deriva dalla divinità della mitologia romana Bacco.